# Acalypha macrostachya
Acalypha macrostachya är en törelväxtart som beskrevs av Nikolaus Joseph von Jacquin. Acalypha macrostachya ingår i släktet akalyfor, och familjen törelväxter. Inga underarter finns listade i Catalogue of Life.